# TANGTANG
TANGTANG（タンタン）は、丹野真人が2011年に設立したアパレルブランド。株式会社タンタンデザインが展開する。

## 名称
ブランド名はデザイナーの学生時代のニックネームから。

## 歴史
2012年春夏シーズンから展示会形式で発表。2020年秋冬シーズンは入場料制展示会「タンタン展」を開催。

## 概要
ユーモアのあるシンプルなタイポグラフィデザインを特徴とし、他業種とのコラボレーションを積極的に展開。

## 主なコラボレーション
- 銀杏BOYZ
- BiSH
- 佐内正史
- 伊賀大介
- GOING UNDER GROUND
- 川島小鳥
- 奥山由之
- やついいちろう